# Dynast
Dynast (græsk, magthaver, hersker), regent, fyrste, ofte om en mindre fyrste i modsætning til konger; dynast var i Grækenland den specielle betegnelse for flere, der ulovlig havde tilegnet sig regeringen, f.eks. de 30 "tyranner" i Athen.